# Tezelin Halusa

Halusa als junger Mönch.

Tezelin Halusa OCist (* 6. November 1870 in Frainspitz als Adolf Halusa; † 28. September 1953 in Heiligenkreuz), Pseudonyme: A. T. Ast, Religiosus O. Cist. und Hugin und Munin (für doppelte Autorenschaft mit seinem Bruder, Josef), war ein österreichischer Zisterzienser und Schriftsteller.

## Leben
Als Konventuale des Stiftes Heiligenkreuz entfaltete er eine rege journalistische und schriftstellerische Tätigkeit. Seine ordensgeschichtlichen Untersuchungen zur Geschichte seines Klosters veröffentlichte er ab 1895 in der Cistercienser-Chronik und den Studien und Mitteilungen aus dem Benediktinerorden. Andere ordensgeschichtliche Abhandlungen befassten sich mit Bernhard von Clairvaux.
Wenn er nicht über historische Themen oder Hagiographie schrieb, widmete sich Halusa Themen aus der Pastoraltheologie und Spiritualität. Das Beichtsakrament (auch die damit verwandte öffentliche Beichte der Mönche, das Schuldkapitel) und die Eucharistie waren häufig die Themen seiner Schriften. In mehreren Kleinschriften widmete er sich exemplarischen Berichten von Menschen, die zum Katholizismus konvertiert waren. Die Marienverehrung war ein wiederkehrendes Thema in seinen Schriften. Ignaz Seipel lobte Halusas Kleinschrift aus dem Jahr 1910, die zur Gestaltung von Maiandachten mit Texten von Bernhard von Clairvaux konzipiert war.
Halusa stand in Kontakt mit dem Klosterneuburger Chorherrn Berthold Egger (1852–1891) und publizierte in dem von Egger herausgegebenen Korrespondenzblatt für den katholischen Klerus Österreichs Artikel und Buchbesprechungen. Ebenso sind etwa 10 Briefe von Halusa an Richard von Kralik erhalten.

## Werke (in Auswahl)
- Heinrich Heine: In charakteristischen Zügen zum 100. [einhundertsten] Geburtstag (München (u. a.) 1899). Digitalisat
- Der heilige Bernhard von Clairvaux, Abt und Kirchenlehrer. Mit einem Plan des Klosters Cisteaux, einem Porträt des Heiligen und 5 Einschaltbildern (Dülmen 1906).
- Das Schuldkapitel der Ordensperson. Eine Studie (2. Auflage, Paderborn 1912).
- Zum Haus des Herzens Jesu. Ein Konvertitenbild aus der Gegenwart (Innsbruck 1915).
- Studio auf einer Reis. Lustige Studentengeschichten aus Alt-Österreich. Zeichnungen von M. Frimberger. (Wien, Typographische Anstalt, 1923).
- Die Erneuerung der Welt durch das kostbare Blut (München 1931).
- Die Gründung der Cistercienser-Abtei Heiligenkreuz (Wien 1935).
- Zur wissenschaftlichen Thätigkeit der aufgehobenen Cistercienserabtei Wellehrad in Mähren (Oestterreich), in: SMBO Jg. 19.